# Варлаам (архиепископ Рязанский)
Архиепископ Варлаам (ум. 17 февраля 1601) — епископ Русской православной церкви, архиепископ Рязанский и Муромский.
Рукоположён в июне 1598 года Патриархом Иовом. Поставление Варлаама совершено вскоре после того как Борис Годунов 30 апреля «сел на царство», позволяет отнести архиерея к числу сторонников нового царя.
В августе 1598 года Варлаам подписывает вместе с другими церковными иерархами и боярами Соборную грамоту об избрании на царство Бориса Годунова. Присутствует на коронации в Успенском соборе.
Рязанский архиепископ имел подворье в Коломенском Кремле, где останавливался во время частых поездок в Москву. Варлаам обращался с просьбой к Борису Годунову о расширении Рязанского архиерейского двора в Коломне и просьба была удовлетворена.
Умер 17 февраля 1601 года. Место погребения неизвестно.